# Дружченко Владислав Георгійович
Владисла́в Гео́ргійович Дру́жченко (народився 16 січня 1973 у м. Дніпропетровську, УРСР) — український бадмінтоніст. Майстер спорту міжнародного класу.
Закінчив Дніпропетровський державний інститут фізичної культури і спорту (ДДІФК). Перший тренер — Лілія Щеглова. Учасник Олімпійських ігор 1996 в Атланті, Олімпійських ігор 2000 у Сіднеї, а також Олімпійських ігор 2008 у Пекіні.
Чемпіон України в одиночному розряді (1992, 1993, 1994, 1995, 1996, 1997, 1998, 1999, 2000, 2001, 2002, 2003, 2004, 2005, 2006), парному розряді (1992, 1993, 2001, 2002, 2003, 2005, 2006, 2008, 2010), змішаному парному розряді (1992, 1994, 1995, 1996, 1997, 1999, 2000, 2001, 2002, 2003, 2004, 2005, 2006, 2007). Дворазовий бронзовий призер Кубка Європейських чемпіонів. Гран-сет Європи-2007 — 1-е місце.
Переможець Czechoslovakian Open в змішаному парному розряді (1991). Переможець Bulgarian International в змішаному парному розряді (1994, 1995). Переможець Slovak International в одиночному розряді (1994, 1995), в змішаному парному розряді (1994, 1995). Переможець Austrian International в змішаному парному розряді (1996). Переможець Russian Open в одиночному розряді (2000). Переможець Polish Open в одиночному розряді (2000, 2007), в змішаному розряді (2004). Переможець Bitburger Open в змішаному розряді (2005).
Тренери: Ірина Шевченко, Вікторія Семенюта, Михайло Мізін.